# Villaflor (Ávila)
Villaflor egy község Spanyolországban, Ávila tartományban. Villaflor Bularros, Gallegos de Altamiros, Brabos, Santo Tomé de Zabarcos, San Pedro del Arroyo és Aveinte községekkel határos. Lakosainak száma 99 fő (2024).

## Népesség
A település népessége az utóbbi években az alábbiak szerint változott:
| Lakosok száma | 172  | 148  | 148  | 139  | 136  | 130  | 122  | 113  | 103  | 99   |
|               | 2001 | 2004 | 2006 | 2009 | 2011 | 2014 | 2016 | 2019 | 2021 | 2024 |